# Make Me Bad
Make Me Bad — песня ню-метал-группы Korn и второй сингл с их четвёртого альбома, Issues.
Песня добилась большого успеха, и использовалась производителем спортивной одежды Puma в рекламных роликах на протяжении срока, по контракту, подписанному группой. Кроме того, видеоклип (далеко не явно вдохновленный циклом фильмов Чужой), снятый режиссёром Мартином Вейцом при участии актёров Бригитта Нильсен, Удо Киер и Шэннин Соссамон, получил массивную трансляцию в шоу на канале MTV Total Request Live, став четвёртым (и последним) видео Korn покинувшим шоу в связи с истечением срока трансляции (65 дней).
Акустическая версия песни в альбоме MTV Unplugged: Korn была совмещена с песней The Cure «In Between Days».

## Список композиций
1. «Make Me Bad» — 3:55
2. «Dirty» (концертная версия) — 3:56
3. «Make Me Bad» (концертная версия) — 4:10
4. «Make Me Bad» (Sybil Mix) — 5:16
5. «Make Me Bad» (Sickness in Salvation Mix) — 3:27
6. «Make Me Bad» (Kornography Mix) — 4:42

## Дополнительные факты
- В конце видео начинает играть ещё одна песня с Issues, «Dead».
- Песня звучит в видеоигре NHL Hitz 2002, когда игра ставится на паузу
- Песня была смешана с кавером Metallica «One» на концерте в Нью-Йорке